# Marcel Kazda
Marcel Kazda (* 1978 in Karlsruhe) ist ein deutscher Koch.

## Werdegang
Nach der Ausbildung zum Koch im Kaiserhof in Karlsruhe absolvierte Kazda 1996 Zivildienst in der Großküche bei der AWO in Karlsruhe. 1997 wechselte er als Commis/Chef de Partie zum Schlosshotel Bühlerhöhe in Baden-Baden, 1999 als Junior Sous Chef zum Restaurant Zimmer/Sengel in Straßburg, Frankreich. 
Als Sous Chef ging er 2000 an die Seite von Marco Müller in das Restaurant Harlekin in Berlin im Grand Hotel Esplanade.
Ende 2000 wurde Kazda Küchenchef im Kaiserhof in Karlsruhe, 2010 im Restaurant garbo im Hotel Eden in Karlsruhe.
Seit 2017 ist er Küchenchef im Restaurant garbo im Hotel Löwen in Eggenstein-Leopoldshafen, das 2023 mit einem Stern im Guide Michelin ausgezeichnet wurde.

## Auszeichnungen
- 2022: 2 weiße Hauben im Gault Millau
- 2023: 7 Pfannen im Gusto Guide
- 2023: 1 Stern im Guide Michelin für das Restaurant garbo im Löwen